# Ravins de Gebas
 (mars 2021).

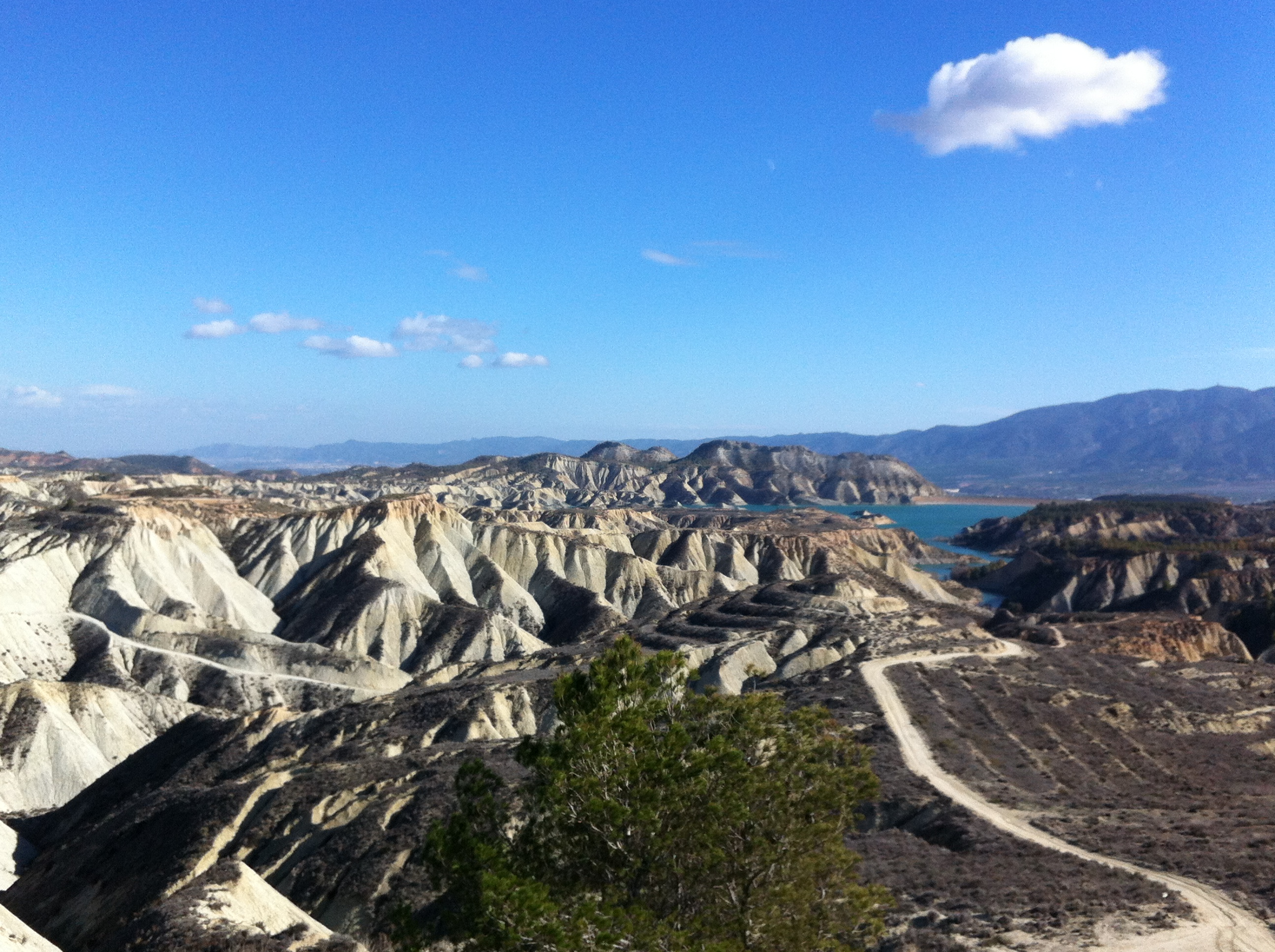
vue des ravins.

Les ravins de Gebas (en espagnol : Barrancos de Gebas) constituent un paysage de type désertique situé entre les villages d’Alhama de Murcia et de Librilla dans la région de Murcie, au sud-est de l'Espagne. 

## Faune
La faune des montagnes est très variée : de simples oiseaux comme le crave à bec rouge ou l’alouette, aux espèces moins fréquentes au sein de la région comme les palombes ou l’épervier. Des groupes de reptiles sont également très présents, comme par exemple des serpents (couleuvre fer à cheval) ou des lézards (lézard ocellé), ou même encore des mammifères comme le mouflon à manchettes ou moutons, sangliers et chats sauvages.

## Flore
Même si la taille du site est assez modeste, il se révèle très spectaculaire : son lac à l’eau d’un bleu transparent s’immisce tout au long des roches décharnées qui s’étalent sur ses rives. Ce badlands au paysage lunaire constituent un site unique dans la région de Murcie, ondulant sous des zones de cultures plongeante semblable à de légères couches de craies, entraînant un fort contraste de lumière du jour sous le soleil brillant : un véritable paysage désertique composé de terres argileuses et marneuses, mal érodées par l’action de l’eau.
Parallèlement à ce phénomène on trouve des sols halomorphes dus au processus de salinisation du fond des canaux.
Il s’agit d’un mélange de ravines, de canyons et de ravins.
La végétation de cette zone se limite à quelques graminacées de steppes calcaires gypsophiles, ainsi que la formation chaque année de Thero brachypodieta, une faune qui livre des échantillons de certains rongeurs et de petits mammifères.

## Dates clés

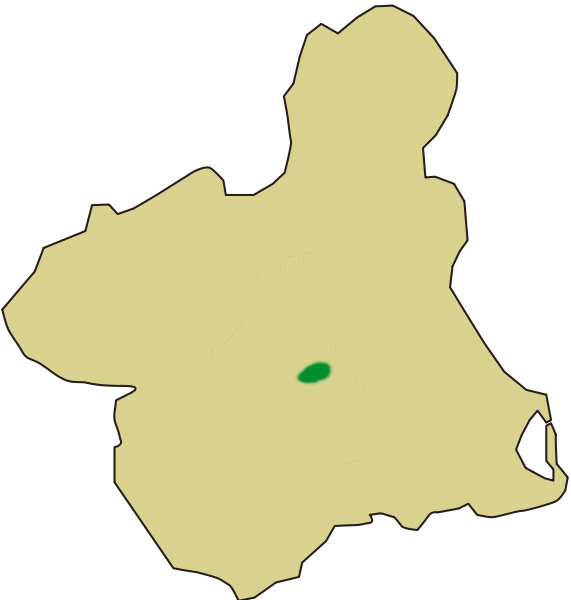
Carte de la région de Murcie montrant la zone protégée.

En 1995, quasiment 1 900 hectares furent déclarés comme étant « zone protégée ».
En plus de sa géomorphologie si particulière, ce paysage protégé comprend le réservoir d’Algerciras qui possède une capacité de 44,6 hm3. Il fut construit la même année et fait partie du plan général de défense contre la crue du fleuve Segura, alors utilisé comme stockage du trasvase Tajo-Segura.

## Zones à visiter

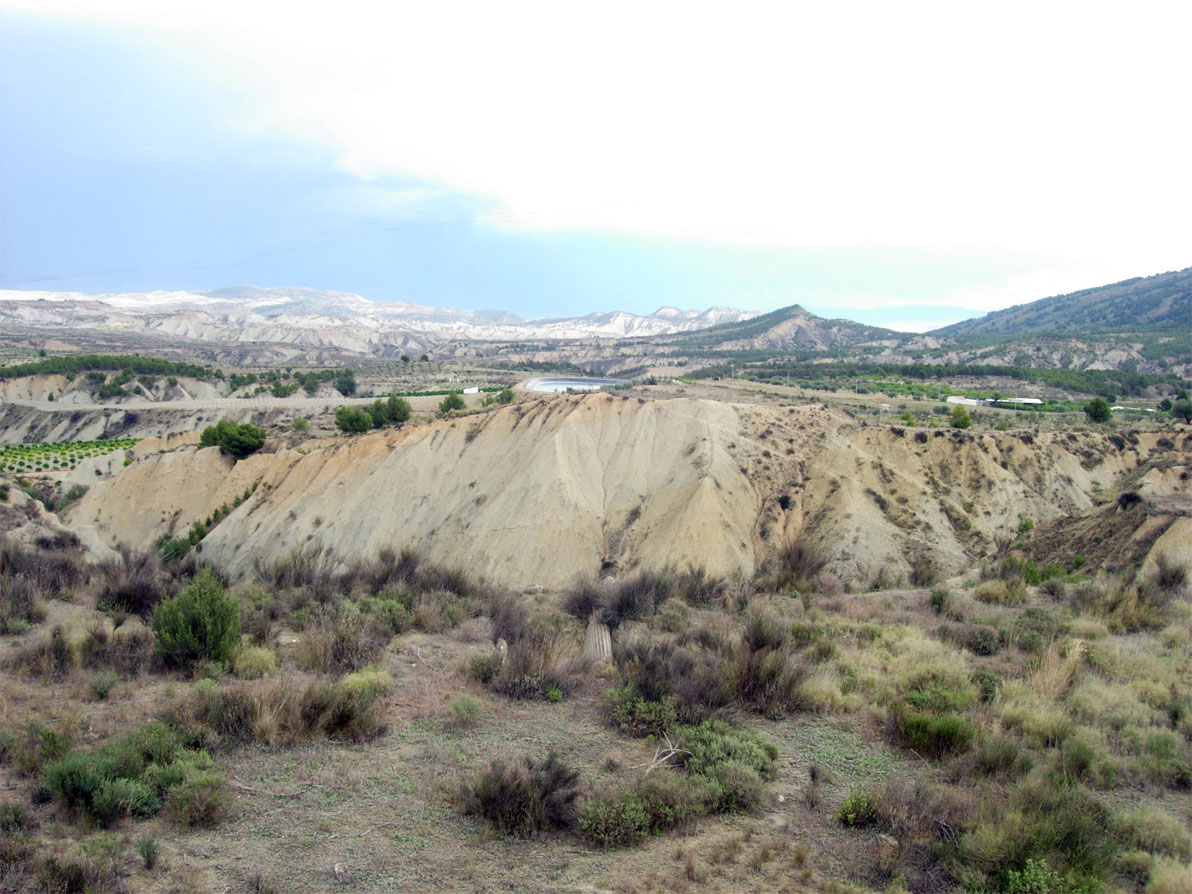
Vue des ravins.

Il est recommandé de se rendre au belvédère : le plus haut point du site, qui permet une vue sur tout le complexe géologique abrupt de ces spectaculaires ravins.
Il est également possible de visiter les puits de neige situés à travers les montagnes, en plus de pratiquer divers sentiers de randonnée.
De nombreux autres espaces sont à découvrir : à l’est de Gebas se trouve le parc naturel de Sierra Espuña, au sud les reliefs de la Sierra de la Muela et à l’ouest ceux de la Sierra del Cura. Dans la zone qui entoure la Fuente de Librilla et Gebas s’étendent d’autres zones plus plates propices aux cultures de céréales. Au sud se trouve le célèbre ravin de la région.